# Goodbye (canción de Avril Lavigne)
«Goodbye» —en español: «Adiós»— es una canción de la cantautora canadiense Avril Lavigne. Está incluida en su cuarto álbum de estudio Goodbye Lullaby.

## Información
La canción es la preferida de Avril Lavigne, fue escrita y producida por ella misma.
Esta canción según la propia Lavigne, ayudó con el nombre del álbum. Se grabó un video musical de ella, por agradecimiento de sus fanes, sin embargo, no fue lanzada como Sencillo.

## Video musical
El vídeo comienza con Lavigne agradeciendo a sus fanes por el apoyo durante el The Black Star Tour. Fue filmado y producido por Mark Liddell y la propia Lavigne en Los Ángeles de forma casera.
El vídeo fue grabado casi en su totalidad en blanco y negro, exceptuando algunas escenas a color. Se muestra a Lavigne con un atuendo sofisticado usando peluca mientras se prueba ropa, bebe alcohol y merodea en lo que parece ser la habitación de algún lugar, con un estado de ánimo triste y reflexivo.
En las escenas finales del vídeo, Lavigne llora mientras se retira del lugar donde se encontraba.